# Gorik Lindemans
Gorik Lindemans (Mortsel, 4 juli 1956) is een Belgisch beeldend kunstenaar. Hij drukte in de jaren 1980 zijn stempel op de culturele toegepaste grafiek als ontwerper voor de Brusselse cultuurhuizen, internationale modehuizen en gerenommeerde choreografen.

## Levensloop
Lindemans studeerde in 1978 af aan de Sint-Lukas hogeschool in Brussel in de richting schilderkunst. Nadien studeerde hij etsen en lithografie aan het Hoger Instituut voor Beeldende Kunst in Anderlecht en filmanalyse in het Filmmuseum. Als jonge kunstenaar begon Lindemans te werken als illustrator van kinderboeken en grafisch ontwerper van drukwerk. Omdat de grafische ontwerpen als kunstwerk ondergewaardeerd werden en Lindemans als beeldend kunstenaar en niet als grafisch ontwerper wilde werken, stopte hij zijn grafische werkzaamheden in 1988. Nadien nam hij nog enkele grafische opdrachten aan maar legde hij zich volledig toe op de schilderkunst, fotografie en video.
In 2000 zegde Lindemans met de publicatie Om te stelen de kunstwereld vaarwel. Hij gaf er op ludieke manier zijn artistieke ideeën in weg.
In 2008 ging Lindemans opnieuw aan de slag als beeldend kunstenaar met digitale "transpicties" (naar analogie met transcriptie in de muziek) en picturale experimenten. Hij opende in 2012 zijn eigen schilderswinkel in Brussel: "Schilderij Lindemans". In datzelfde jaar legde hij zich toe op de studie van het werk en het leven van de Frans-Amerikaanse kunstenaar Marcel Duchamp met de blog 1-2-3-DUCHAMP!.

## Grafisch ontwerp
Gorik Lindemans ontwierp de grafiek voor modehuizen zoals Comme des Garçons, Yohji Yamamoto en Maison Martin Margiela, Brusselse cultuurhuizen waaronder Kaaitheater en Beursschouwburg, choreografen als Anne Teresa De Keersmaeker en Wim Vandekeybus, diverse bedrijven en particulieren. In 2003 schonk hij zijn grafisch archief aan het Design Museum Gent dat het in 2016 op haar beurt schonk aan het Archief en Museum voor het Vlaams Leven te Brussel.

## Lijst van tentoonstellingen[3]
- Sint-Lukasgalerij Brussel (1982)
- "Kunst 80" Provinciaal Museum, Hasselt (1984)
- Ciap, Hasselt (1984)
- Ficheroulle Art Gallery, Brussel (1986)
- Beursschouwburg, Brussel (1988)
- Ga-galerij, Waasmunster (1989)
- "Antwerpen - Haarlem" Frans Hals Museum, Haarlem, Nederland (1990)
- Beursschouwburg, Brussel (1991)
- "Woord en Beeld" MuHKA, Antwerpen (1992)
- "Belgische Videoinstallaties" MuHKA, Antwerpen (1993)
- "Bartcode" L'Arsenal du Charroi, Brussel (1993)
- Plateau, Brussel (1994)
- "Ziet eens wat een schoon koleuren" Warande, Turnhout (1995)
- "Blanca Li" Neuf-sprl, Parijs, Frankrijk (1995)
- ICC, Antwerpen (1996)
- "Nature Morte" Kunstbank, Leuven (1997)
- Galerie Brabo, Antwerpen (1997)
- Gele Zaal, Gent (1998)
- Even&yet, Leuven (1998)
- Cultureel Centrum, Strombeek-Bever (1999)
- CLJP gallery, Brussel (2008)
- Square-vzw, Brussel (2009)
- “Bloom Hotel” EDprojects/Trajector Art Fair, Brussel (2010)
- “Open Studios” Belle-Vue, Brussel (2010)
- “Achter glas geschilderd” Cypres galerie, Leuven (2011)
- “The Pulse” Herman Teirlinck Huis, Beersel (2011)
- Namahn, Brussel (2011)
- “Book show book shop” Be-Part. Platform voor actuele kunst, Waregem (2012)

- Biblioteca Nacional de España: XX1696032
- Gemeinsame Normdatei: 174343272
- International Standard Name Identifier: 0000 0000 4410 7775
- Library of Congress Control Number: no2004032787
- RKD-Nederlands Instituut voor Kunstgeschiedenis: 91279
- Virtual International Authority File: 51396238
- WorldCat: E39PBJqbjd3fXp6t3MqdrW6Yfq